# 叶诺塔耶夫卡区
叶诺塔耶夫卡区（俄语：Енотаевский район）是俄罗斯联邦阿斯特拉罕州下辖的一个区，其行政中心为叶诺塔耶夫卡。据2015年统计，该区的人口为26007人。